# Constância subjetiva
Constância subjetiva ou constância perceptiva é a percepção de um objeto ou qualidade como constante, mesmo que nossa sensação do objeto mude. Embora as características físicas de um objeto possam não mudar, na tentativa de lidar com o mundo externo, o sistema perceptual humano possui mecanismos que se ajustam ao estímulo.

## Percepção visual
Existem vários tipos de constâncias perceptivas na percepção visual:
- A constância de tamanho é um tipo de constância visual subjetiva.[3] Dentro de um determinado intervalo, a percepção das pessoas sobre o tamanho de um objeto específico não mudará, independentemente das mudanças na distância ou da mudança no tamanho na retina. A percepção da imagem ainda é baseada no tamanho real das características perceptivas. De acordo com os princípios ópticos, para o mesmo objeto, o tamanho da imagem na retina muda à medida que muda a distância do objeto ao observador. Quanto maior a distância, menor será a imagem detectada pela retina. Quando alguém está observando um objeto, embora a distância de observação seja diferente, o tamanho perceptivo é semelhante ao tamanho real. No entanto, os sistemas sensoriais e de percepção podem ser enganados pelo uso de ilusões. A constância de tamanho está relacionada à distância, experiência e ambiente. Alguns exemplos de constância de tamanho são a ilusão de Müller-Lyer e a ilusão de Ponzo. Outra ilusão vivida todos os dias é o tamanho da lua – quando mais próxima do horizonte, a lua parece maior (ilusão lunar. A percepção humana é largamente influenciada pelo ambiente; isto é, o contexto em que o objeto é encontrado.
- A constância da forma é semelhante à constância do tamanho, pois depende em grande parte da percepção da distância.[2] Independentemente das alterações na orientação de um objeto (como a abertura de uma porta), a forma do objeto é percebida da mesma forma. Ou seja, a forma real do objeto é sentida como mudando, mas então percebida como a mesma. De acordo com Kanwisher e outros, a parte localizada do cérebro responsável por isso é o córtex extraestriado.[2]
- A constância da cor é uma característica do sistema humano de percepção de cores que garante que a cor de um objeto permaneça semelhante sob condições variadas[4] e é o resultado de um 'cálculo' muito complicado por um mecanismo que funciona inconscientemente dentro do sistema nervoso central.[5]

 Os fatos por detrás dos fenômenos de constância de cor [...] são que necessitamos de discriminações de cores finas com menos frequência do que discriminações grosseiras, e quando as discriminações grosseiras nos permitem manter o foco em objectos de interesse primordial, 'ignoramos sistematicamente' as diferenças para além do grau necessário de sutileza. O mecanismo que realiza esta "desconsideração sistemática" é o sistema de processamento de informação do organismo, e o princípio segundo o qual isso é realizado é que este sistema nunca expande mais a sua capacidade numa determinada tarefa perceptiva do que o necessário de acordo com a situação atual, necessidades e interesses do agente.
 – Sayre
- A constância de luminosidade refere-se à constância da luminosidade de um objeto, independentemente das quantidades variáveis de luz lançadas sobre ele. Detectamos, no contexto do entorno de um objeto, as características da propriedade física fixa e, a partir daí, a luminosidade permanece constante apesar de grandes mudanças.[7]
- A constância da distância refere-se à relação entre a distância aparente e a distância física.[8] Um exemplo de ilusão disso seria a lua – quando está perto do horizonte é percebida como maior (constância de tamanho) e/ou mais próxima da terra do que quando está acima de nossas cabeças.
- A constância de localização refere-se ao relacionamento entre o observador e o objeto. Um objeto estacionário é percebido como permanecendo estacionário, apesar da retina sentir que o objeto muda conforme o observador se move (devido à paralaxe).[9] A constância da localização é amplamente influenciada pelo contexto em que o objeto é encontrado. Um exemplo disso seria olhar para um carro estacionado enquanto caminhamos em direção a um prédio; o carro é percebido como permanecendo parado à medida que avançamos.

## Percepção auditiva
- Na música, a constância subjetiva é a identificação de um instrumento musical como constante sob mudanças de timbre ou "condições de mudança de tom e volume, em diferentes ambientes e com diferentes músicos".[4]
- Na percepção da fala, isso significa que vogais ou consoantes são percebidas como categorias constantes, embora acusticamente variem muito devido ao ambiente fonético (coarticulação), ritmo da fala, idade e sexo do falante, dialeto do falante, etc.

## Percepção tátil
Os relatórios perceptivos dos ratos sobre a localização relativa de objetos externos dificilmente são afetados pelos fortes ventos ambientais. Demonstrou-se que essa constância do relatório perceptivo é alcançada por meio do controle motor, por meio do qual as variáveis sensoriais perceptualmente relevantes (o 'estímulo proximal') são mantidas relativamente constantes.